# Památník Ata-Bejit
Památník Ata-Bejit je hřbitov a památník poblíž kyrgyzského hlavního města Biškeku, postavený na památku obětí stalinských čistek. 

## Dějiny
Památník byl postaven v roce 2000 na jih od Biškeku, kde bylo dne 5. listopadu 1938 zastřeleno mnoho vedoucích představitelů tehdejší Kyrgyzské sovětské socialistické republiky bez soudního rozhodnutí. Byli mezi nimi politici, umělci a straničtí funkcionáři, kteří se stali obětí Stalinových čistek v době jejich vrcholu, Velkého teroru.
Poloha místa popravy byla nalezena až v roce 1991 za pomoci očitých svědků. Bylo exhumováno 137 těl a byli pohřbeni ve společném hrobě, který tvoří centrum dnešního památníku Ata-Bejit. V následujících letech se památník stal památným místem, kde byly v roce 2010 pohřbeny oběti nepokojů před změnou vlády v Kyrgyzstánu. Byl zde navíc postaven pomník připomínající středoasijské povstání proti ruským okupantům v roce 1916.
Dne 14. června 2008 zde byl pohřben kyrgyzský spisovatel Čingis Ajmatov, jedna z nejvýznamnějších osobností nedávné kyrgyzské historie. Splnilo se tím přání spisovatele, který chtěl být pohřben vedle svého otce. Jeho otec byl v roce 1938 zabit při střelbě na místě dnešního Ata-Bejitu a pohřben v společném hrobě obětí stalinských čistek. Poslední poctu na státním pohřbu Čingizi Ajmatovi prokázalo 20 tisíc lidí.

## Výstavba

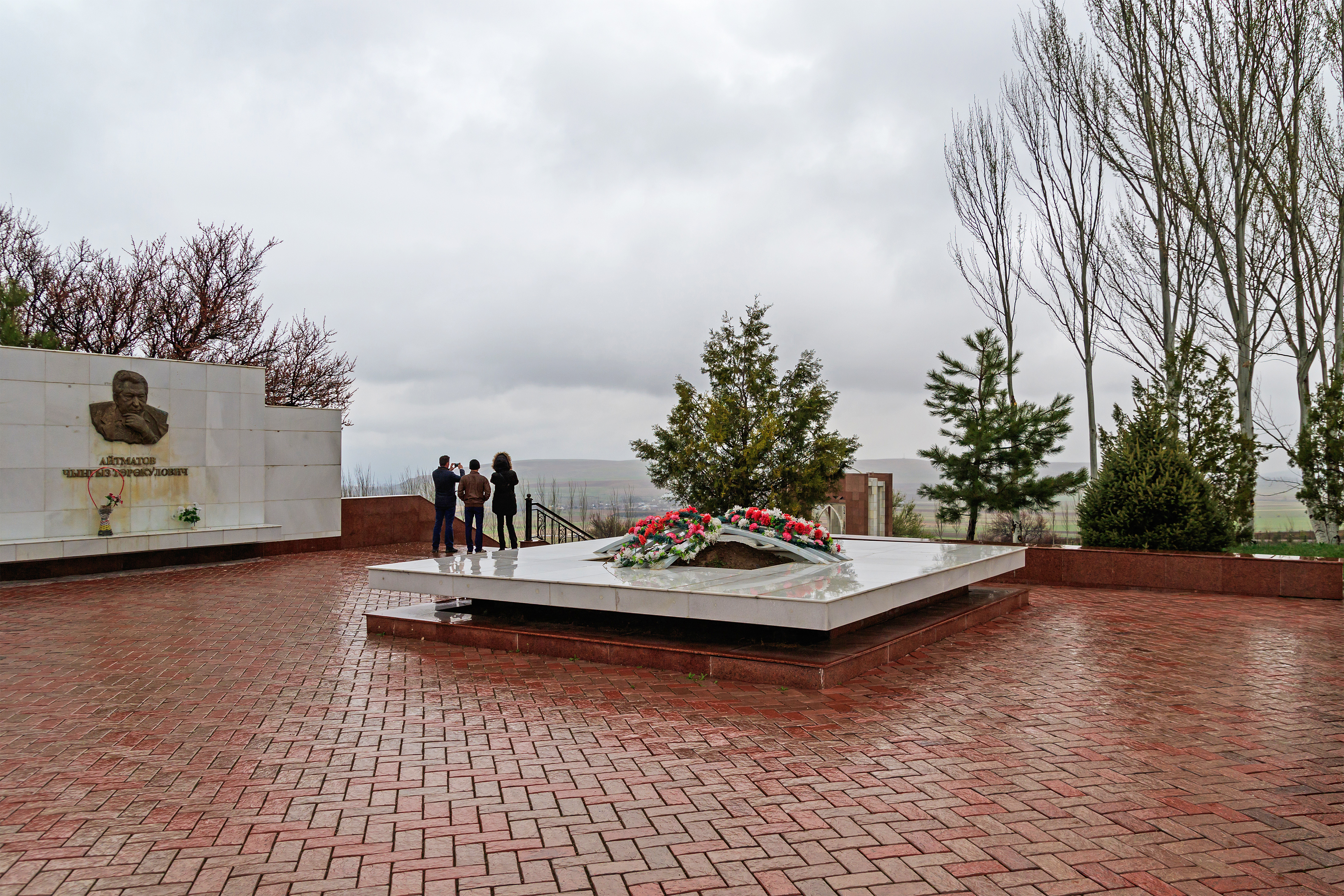
Hrob Čingize Ajmatova

Památník se nachází přibližně asi 20 km jižně od Biškeku, odkud se dá k památníku snadno dostat.
Středem komplexu je společný hrob obětí hromadné popravy z roku 1938, který je označen velkou žulovou deskou. Vedle ní je malé muzeum připomínající stalinské čistky. Hrob Čingize Ajmatova se nachází nedaleko památníku a zdobená bílým mramorem.
Oběti nepokojů v roce 2010 mají vlastní malý hřbitov, kde většina náhrobků má jména a kde je obrázek asi 40 obětí. Na velké tabuli jsou jména všech obětí nepokojů. 
Dalším památným místem v místě památníku Ata-Bejit je památník povstání ve střední Asii proti ruské nadvládě v roce 1916.